# Rakonczay Gábor
Rakonczay Gábor (Budapest, 1981. január 28. –) magyar evezős, kenus. extrém sportoló, aki többszörös világrekorder és az óceánt is átszelte.
Kétszeres Guinness világrekorder és hatszoros óceánátkelő hajós, az amerikai Év Kalandja Díj és a Magyar Formatervezési Díj tulajdonosa. Rendszeresen teljesít több száz kilométeres ultrafutásokat. 29 nap alatt átkelt Grönlandon és egy 44 napos expedícióval elérte a Déli-sarkot. Három könyv szerzője és eddig öt országban, több mint kétszázezer ember hallotta célmegvalósítással kapcsolatos előadásait.

## Tanulmányai
Képző- és Iparművészeti Szakközépiskola, Budapest; Nyugat-magyarországi Egyetem Alkalmazott Művészeti Intézet, Sopron – építész szak.

### Főbb expedíciói
2006-2007 Páros óceán átevezés, 6400 km
2011-2012 Szóló óceán átkenuzás, 6400 km
2018 Grönland átkelés, 600 km
2018-2019 Antarktisz expedíció, 917 km
2019 Magyarország átfutása, 681 km
2019 Sea2summit, Genova-Mont Blanc futás, 400 km

### Az Atlanti-óceán átevezése
2012 decemberében kenuval indult az Atlanti-óceán átszelésére. December 21-én a portugáliai Lagos városának kikötőjéből indulva 2013. január 6-án érkezett meg a Kanári-szigetekre, Las Palmasba, majd onnan 60 nap alatt Antiguára (English Harbour).
2024. december 23-án újra elindult a portugáliai Lagosból, hogy ismét átevezze az Atlanti-óceánt "42" nevű kenujával. 2025. március 8-án, magyarországi idő szerint 22:30 óra magasságában 75 nap és 10 óra után érte el Antigua kikötőjét. 

### A Tűzhangya fedélzetén
Viktória, aki párja volt akkor, a formatervezés szak és Gábor az építész szak hallgatójaként az óceán átszelésére közösen tervezte és építette a Tűzhangya nevű,  kétkabinos evezős hajót, melynek hossza 8,9 m, szélessége 1,65 m, merülése 2 m, üres tömege 160 kg, menetkész tömege körülbelül 600 kg volt[forrás?]. Ezzel a hajóval 2008-ban 51 nap 6 óra 10 perc alatt tették meg a Kanári-szigetek és a Kis-Antillákhoz tartozó Antigua sziget közötti 5200 km távolságot[forrás?].

### A Vitéz fedélzetén
Rakonczay Gábor magányos óceáni átkelés céljára készült kenuját Fa Nándor tervezte és építette. Az egy kabinnal rendelkező Vitéz 7,5 m hosszú, 1,2 m széles, merülése 1 m, tőkesúlyának tömege 30 kg, üres tömege 200 kg, menetkész tömege körülbelül 450 kg. A kenuval 2012. január 25. és 2012. március 26. között, a tervezett 80 nap helyett 61 nap alatt – ezzel új világrekordot[forrás?] felállítva –  tette meg a Las Palmas (Gran Canaria) és St. John's (Antigua) közötti mintegy 6000 km-es távolságot. Önmagában is rendkívüli teljesítményének értékét tovább növeli[forrás?] – mások szerint akár meg is kérdőjelezheti –, hogy az út nagyobbik részében, február 7-étől a megérkezésig a külvilággal semmiféle kapcsolata nem volt, mivel – saját elbeszélése szerint – egy február ötödikei, csaknem végzetes kimenetelű borulás során felszerelése teljesen elázott, és elektromos berendezései felmondták a szolgálatot. A hajón nem volt nyomkövető sem. Magyarországon utólag sokan azzal vádolták Rakonczayt, hogy az eltűnés a média érdeklődésének felkeltése miatt szervezett szándékos akció volt.
A Vitézt Szeremley Huba borász próbálta visszahozni Európába, ám az ismét felborult, és le kellett vágni a vontatókötélről, végül eltűnt az Atlanti-óceánon. A hajót egy hónap múlva megtalálták.

### Grönland-expedíció és a Déli-sark elérése
2018-ban 28 nap alatt kelet-nyugati irányban átszelte Grönlandot. 2018 novemberében az Antarktiszról széléről indulva vállalkozott rá, hogy eléri a Déli-sarkot. 2019. január 7-én, 44 nap és 4 óra elteltével teljesítette a távot, ami összesen 914 kilométer volt.

## Magánélete
Középiskolás diáktársa volt későbbi felesége, Viktória, akivel egy iskolai futóversenyen alkottak először kétszemélyes csapatot. Egyetemista korukban határozták el, hogy együtt váltják valóra mindkettejük álmát, az Atlanti-óceán átevezését, de 2012-ben elváltak.

## Kötetei
- Rakonczay Viktória–Rakonczay Gábor: Tűzhangya. Erős motíváció az álmod megvalósításához; Pongor, Bp., 2011 (Célmegvalósító sorozat)
- Átkelés a végtelenen. Tudatos átkelés önmagunk óceánján; Jaffa, Bp., 2013
- Extrém. Életed mint alkotás mutatkozik meg az időben, Bp., 2016

## Díjak, elismerések
- Moholy-Nagy Nívódíj, Budapest, 2001
- Magyar Formatervezési Díj – Budapest, 2007[10]
- Guinness World Record Elismerés - London, 2008
- Guinness World Record - 2013
- Év Kalandja Díj, (Adventure of the Year, National Geographic) - Washington, 2012
- Magyar Nemzetért ezüstérem - Budapest, 2019

## Továbbiinformációk
- Rakonczay Viktória és Rakonczay Gábor: Tűzhangya – Erős motiváció az álmod megvalósításához. Pongor Publishing Üzleti Kiadó Kft., Budapest, 2011
- Napi Minimum: Rakonczay Gábor, aki a fölé tornyosuló hullámok közt is megvalósította az álmát
- Rakonczay Gábor: Extrém helyzetekben az egyetlen veszélyforrás maga az ember, hvg.hu
- Hazatért Rakonczay Gábor, az Antarktisz meghódítója, mandiner.hu 2019. január 11.